# Championnat d'Europe féminin de volley-ball des petits États 2009
Navigation
Écosse 2007 Andorre 2011
La phase finale du 5e championnat d'Europe de volley-ball féminin des petits États a eu lieu du 22 mai au 24 mai 2009  à Schaan (Liechtenstein).

## Équipes présentes
| - Liechtenstein - Écosse - Chypre - Irlande - Saint-Marin | - Îles Féroé - Islande - Malte - Luxembourg |

## Phase de poules
| Groupe A                                         | Groupe B                                                           |
| ------------------------------------------------ | ------------------------------------------------------------------ |
| site : Cospicua Islande Chypre Saint-Marin Malte | site : Torshavn Écosse Luxembourg Irlande Liechtenstein Îles Féroé |

### Groupe A
| # | Équipe      | Pts | J | G | P | Sp | Sc | Ratio | Pp  | Pc  | Ratio |
| - | ----------- | --- | - | - | - | -- | -- | ----- | --- | --- | ----- |
| 1 | Chypre      | 6   | 3 | 3 | 0 | 9  | 0  | MAX   | 225 | 162 | 1.389 |
| 2 | Saint-Marin | 5   | 3 | 2 | 1 | 6  | 3  | 2     | 199 | 175 | 1.137 |
| 3 | Malte       | 4   | 3 | 1 | 2 | 3  | 7  | 0.429 | 203 | 235 | 0.864 |
| 4 | Islande     | 3   | 3 | 0 | 3 | 1  | 9  | 0.111 | 191 | 246 | 0.776 |

### Groupe B
| # | Équipe        | Pts | J | G | P | Sp | Sc | Ratio | Pp  | Pc  | Ratio |
| - | ------------- | --- | - | - | - | -- | -- | ----- | --- | --- | ----- |
| 1 | Luxembourg    | 8   | 4 | 4 | 0 | 12 | 3  | 4     | 349 | 297 | 1.175 |
| 2 | Liechtenstein | 6   | 4 | 2 | 2 | 7  | 6  | 1.167 | 300 | 294 | 1.02  |
| 3 | Écosse        | 6   | 4 | 2 | 2 | 9  | 8  | 1.125 | 370 | 353 | 1.048 |
| 4 | Îles Féroé    | 6   | 4 | 2 | 2 | 6  | 8  | 0.75  | 320 | 305 | 1.049 |
| 5 | Irlande       | 4   | 4 | 0 | 4 | 3  | 12 | 0.25  | 282 | 372 | 0.758 |

## Phase finale

### Équipes présentes
| - Liechtenstein (Organisateur et 2e groupe B) - Chypre (1er groupe A) - Saint-Marin (2e groupe A) - Luxembourg (1er groupe B) |

### Classement
| # | Équipe        | Pts | J | G | P | Sp | Sc | Ratio | Pp  | Pc  | Ratio |
| - | ------------- | --- | - | - | - | -- | -- | ----- | --- | --- | ----- |
| 1 | Chypre        | 5   | 3 | 2 | 1 | 8  | 4  | 2     | 279 | 233 | 1.197 |
| 2 | Saint-Marin   | 5   | 3 | 2 | 1 | 8  | 6  | 1.333 | 311 | 300 | 1.037 |
| 3 | Luxembourg    | 4   | 3 | 1 | 2 | 5  | 8  | 0.625 | 268 | 308 | 0.87  |
| 4 | Liechtenstein | 4   | 3 | 1 | 2 | 4  | 7  | 0.571 | 244 | 261 | 0.935 |

## Classement final
| Place              | Équipe        |
| ------------------ | ------------- |
| Médaille d'or      | Chypre        |
| Médaille d'argent  | Saint-Marin   |
| Médaille de bronze | Luxembourg    |
| 4                  | Liechtenstein |
| 5                  | Écosse        |
| 6                  | Îles Féroé    |
| 7                  | Malte         |
| 8                  | Irlande       |
| 9                  | Islande       |